# Diadegma albipes
Diadegma albipes là một loài tò vò trong họ Ichneumonidae.